# Oreoicidae
Oreoicidae (лат.) — семейство певчих птиц отряда воробьинообразных, обитающих в Австралии и Новой Гвинее. Птицы среднего размера с коричневым, оливковым и чёрно-белым, или серым и жёлтым оперением. Питаются преимущественно насекомыми. Строят глубокие чашеобразные гнёзда из мха, коры, листьев и корешков в развилках деревьев. Откладывают 1—4 яйца, птенцы вылупляются асинхронно, быстро покидают гнездо, иногда до того как приобретают способность летать, и остаются кормиться с родителями на неизвестное время.
Международный союз орнитологов относит к семейству Oreoicidae три монотипичных рода Aleadryas, Ornorectes и австралийские птицы-колокольчики (Oreoica), которых ранее включали в семейство свистуновых. Выделение семейства Oreoicidae nomen nudum произошло в работе Чарлза Сибли и Джона Алквиста 1985 года, формальное описание было дано в работе Ричарда Шодда и Лесли Кристидиса в 2014 году.

## Описание
Oreoicidae — птицы среднего размера. Самый маленький представитель — рыжезатылочный свистун (Aleadryas rufinucha) — имеет общую длину 16,5—18 см и массу 38—42 г, а самый большой — хохлатая дроздовая мухоловка (Ornorectes cristatus) — 25—26 см и 78—111 г, соответственно. Между ними располагается австралийская птица-колокольчик (Oreoica gutturalis), общая длина которой составляет 19—23 см, а масса — 56—67 г.

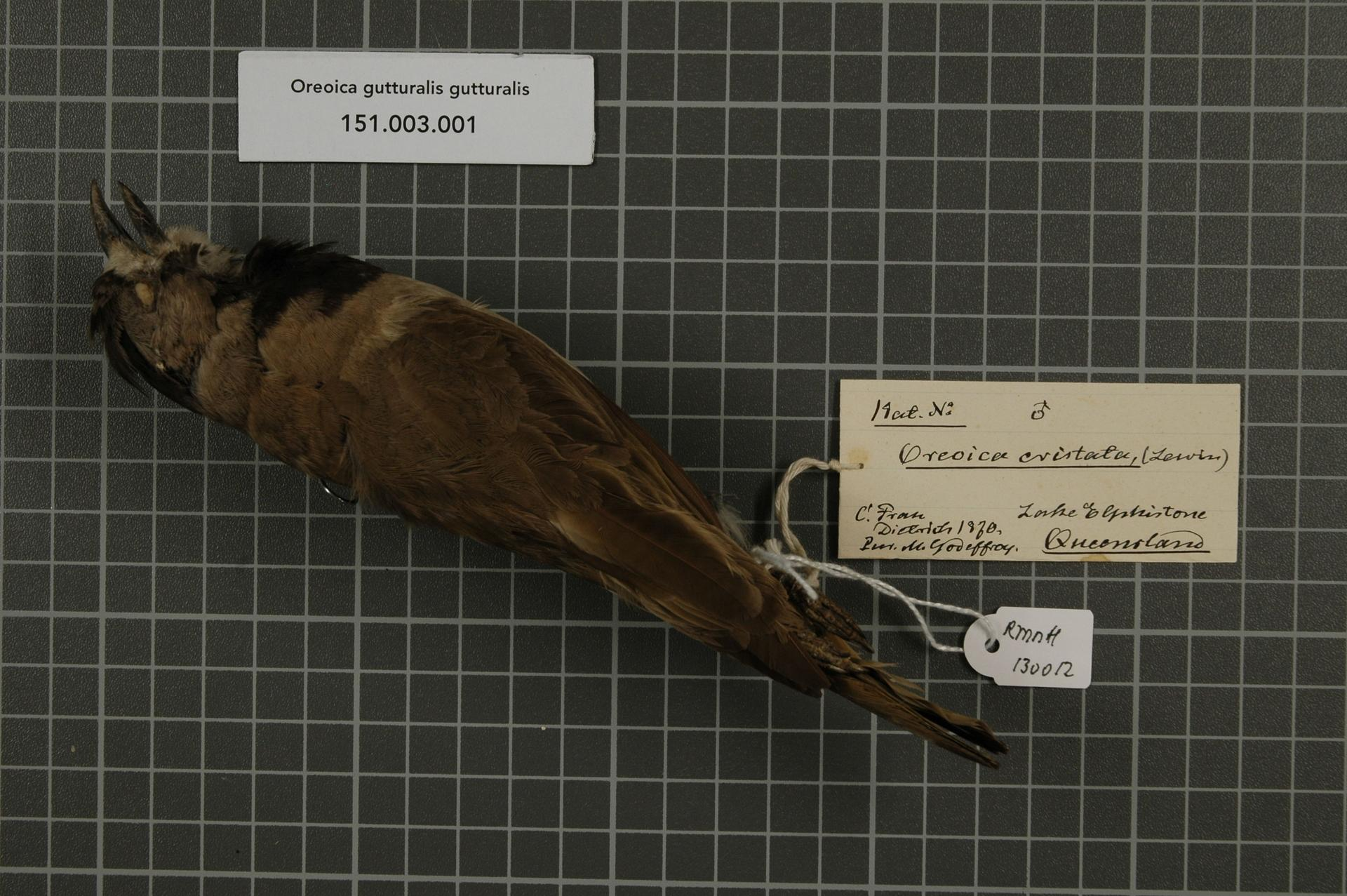
Oreoica gutturalis gutturalis

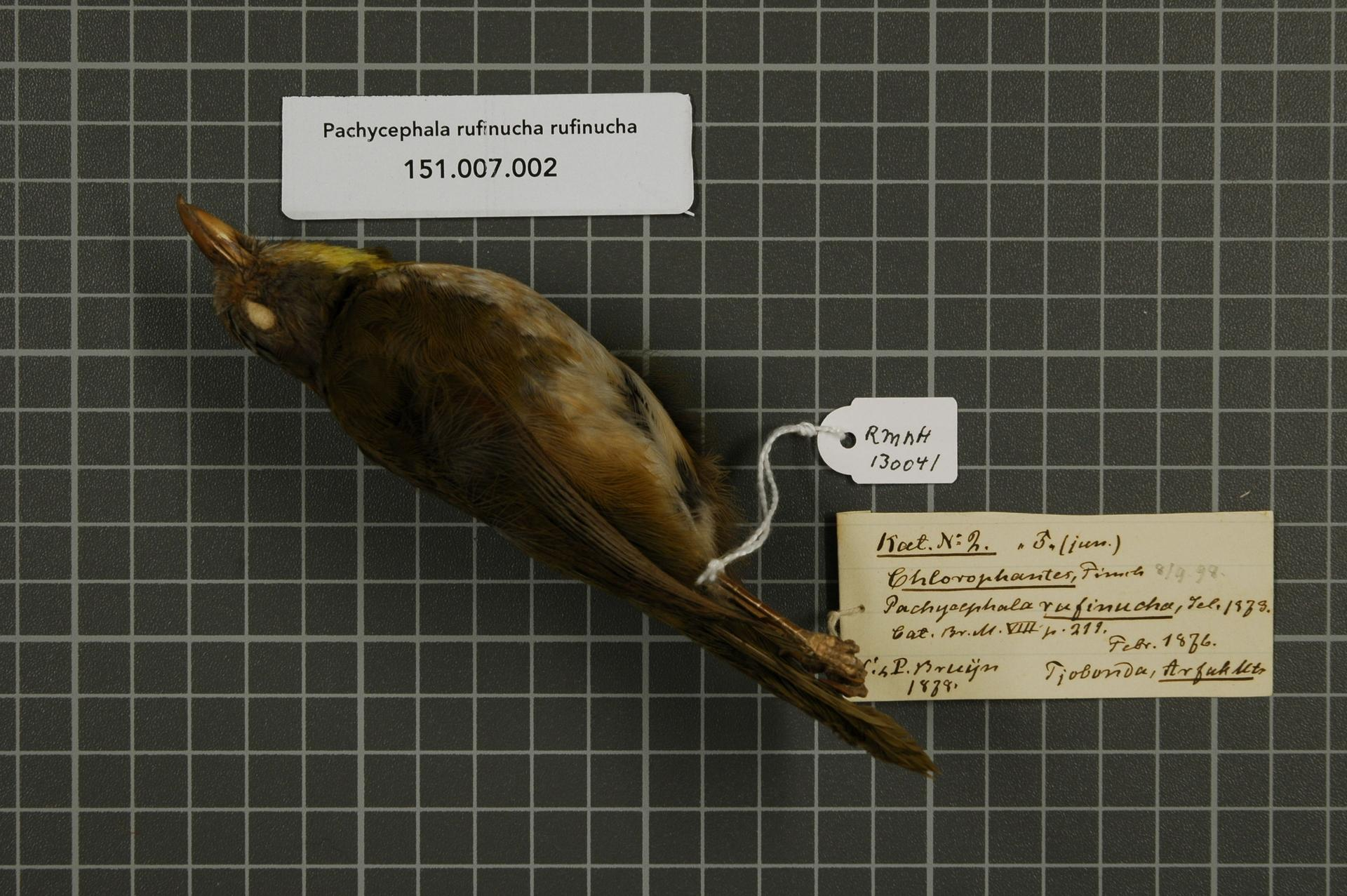
Pachycephala rufinucha rufinucha

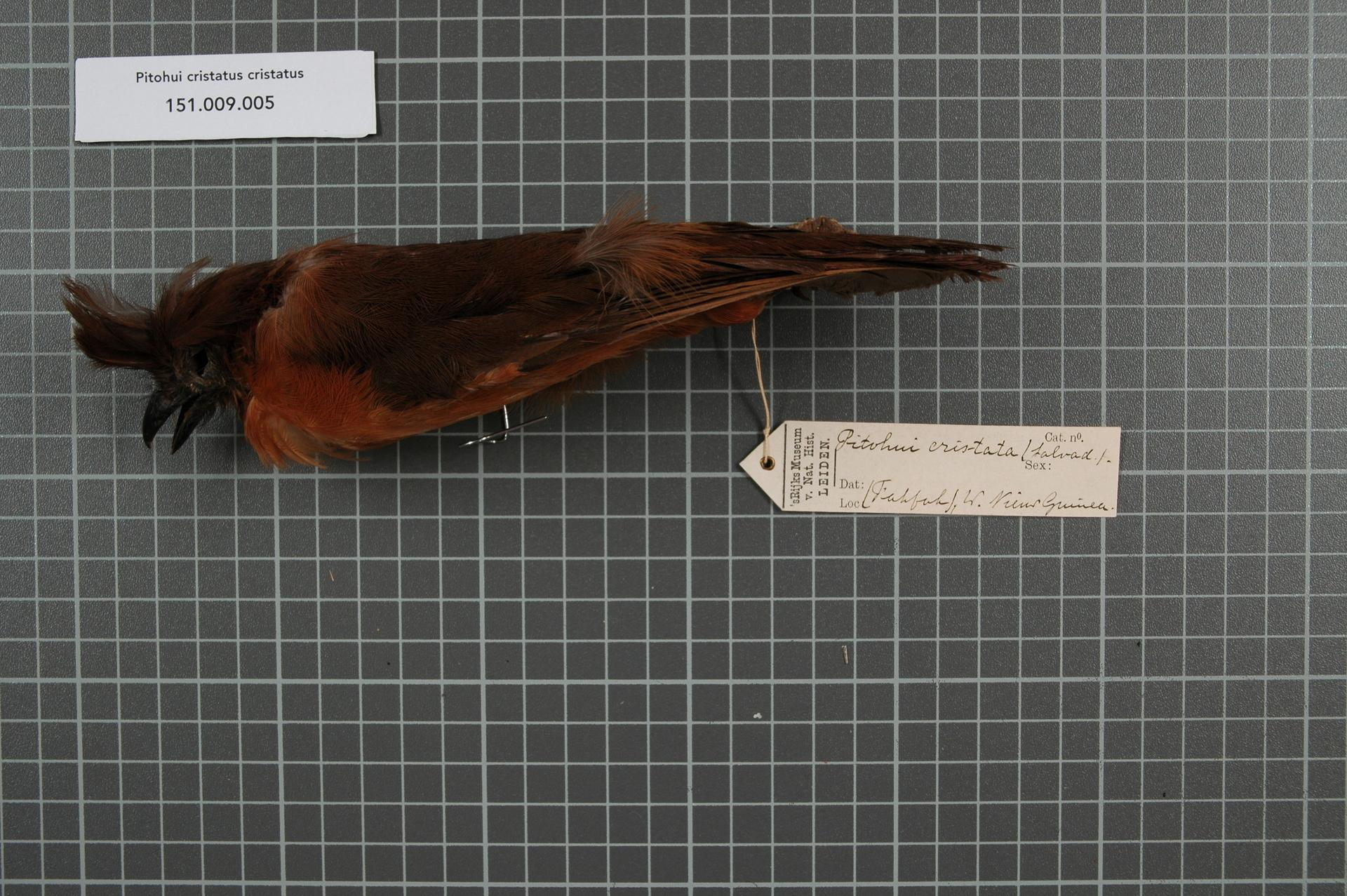
Ornorectes cristatus

Оперение хохлатой дроздовой мухоловки коричневое и сверху, и снизу, австралийской птицы-колокольчика — оливковое сверху и контрастное чёрно-белое снизу, рыжезатылочного свистуна — серое сверху и жёлтое снизу. Пятна или полосы отсутствуют. В описании Шодда и Кристидиса среди характерных особенностей семейства присутствует хохолок на голове короткий и закруглённый или тонкий и полуприподнятый, «высокий узкий остроконечный хохол» австралийской птицы-колокольчика упоминает в работе «Разнообразие птиц» Евгений Александрович Коблик, однако составители справочника птиц Новой Гвинеи Брюс Макферсон Билер (Bruce McPherson Beehler) и Тэйн Кастл Пратт (Thane Kastle Pratt) обратили внимание, что он отсутствует у рыжезатылочного свистуна. Половой диморфизм выражен слабо. Лицо и грудь самцов австралийской птицы-колокольчика украшены контрастным рисунком.
Крепкое тело среднего размера и яйцевидной формы, шея короткая и толстая. Голова большая, широкая. Клюв прямой и толстый, средней длины. На конце «сорокопутового» клюва хорошо заметный крючок. Встречаются редкие, рудиментарные, жёсткие вибриссы. У двух из трёх родов контрастная радужная оболочка. Межглазная перегородка очень слабо перфорирована, небольшие неглубокие височные ямки плохо очерчены, скуловые отростки короткие, у представителей родов Oreoica и Aleadryas очень длинные округлые заглазничные отростки, направленные над височной ямкой. Билер и Пратт предложили проверить эту остеологическую характеристику у оставшегося рода Ornorectes. Углубления для ноздрей эллиптической формы, снаружи представлены маленькими круглыми отверстиями.
Грудина у Aleadryas короткая и широкая, в то время как у Oreoica — довольно длинная и узкая. Киль может быть мелким (Aleadryas) или глубоким (Oreoica) и составляет от половины до полной ширины грудины. Крылья средней длины или короткие, могут быть округленными или умеренно заострёнными. Первостепенных маховых перьев десять. У Aleadryas и Ornorectes десятое (внешнее) перо самое короткое, перья с пятого по седьмое примерно одной длины, длиннее четвёртого пера, которое в свою очередь длиннее восьмого. У Oreoica, десятое перо длиннее, шестое и восьмое перо имеют примерно равную длину, они короче седьмого пера и длиннее пятого. Хвост средней длины, узкий и скруглённый. Рулевых перьев двенадцать. У Aleadryas и Ornorectes они имеют острые кончики и соотношение длин хвоста и крыла составляет 0,75—0,79. У Oreoica рулевые перья более короткие, с квадратными кончиками, отношение длины хвоста к длине крыла составляет 0,72—0,75.
Лапы средней длины и средней или большой толщины.

### Вокализация
Все представители семейства являются певчими птицами, хотя в меньшей мере это относится к Aleadryas. Песни Oreoicidae состоят из ритмично повторяющихся звенящих сигналов, между которыми происходит щебетание разной протяжённости на высокой ноте. Часто их сравнивают со звучанием коровьего колокольчика. Местное название австралийской птицы-колокольчика — «panpanpanella» — построено на звукоподражании его ритмичной песни. Европейцы называли птицу «dick-dick-the-devil».
Австралийский орнитолог-любитель Самуэл Алберт Уайт дал следующее описание песни австралийской птицы-колокольчика, которое Грегори Мэтьюс привёл в справочнике птиц Австралии:

Короткая позывка очень похожа на звук, издаваемый языком коровьего или верблюжьего колокольчика, когда он коротко привязан, и много раз я был обманут этой птицей, полностью ожидая, что верблюды зашли в лагерь. Другая позывка состоит из четырёх звуков, напоминающих слова «reap-reap-reap-hook» с паузой между первым и вторым, вторым и третьим, но третий и четвёртый сливаются; это очень приятная и мелодичная песня.
Оригинальный текст (англ.)The short clinking note is most remarkably like the sound produced by the tongue of a cattle or camel bell when tied up shortly, and many times I have been deceived by this bird, fully expecting that the camels were being brought into camp. The other call is one of four notes resembling the words «reap-reap-reap-hook», a pause between first and second and second and third but the third and forth blending; this is a very pleasing and melodious call. 

## Распространение

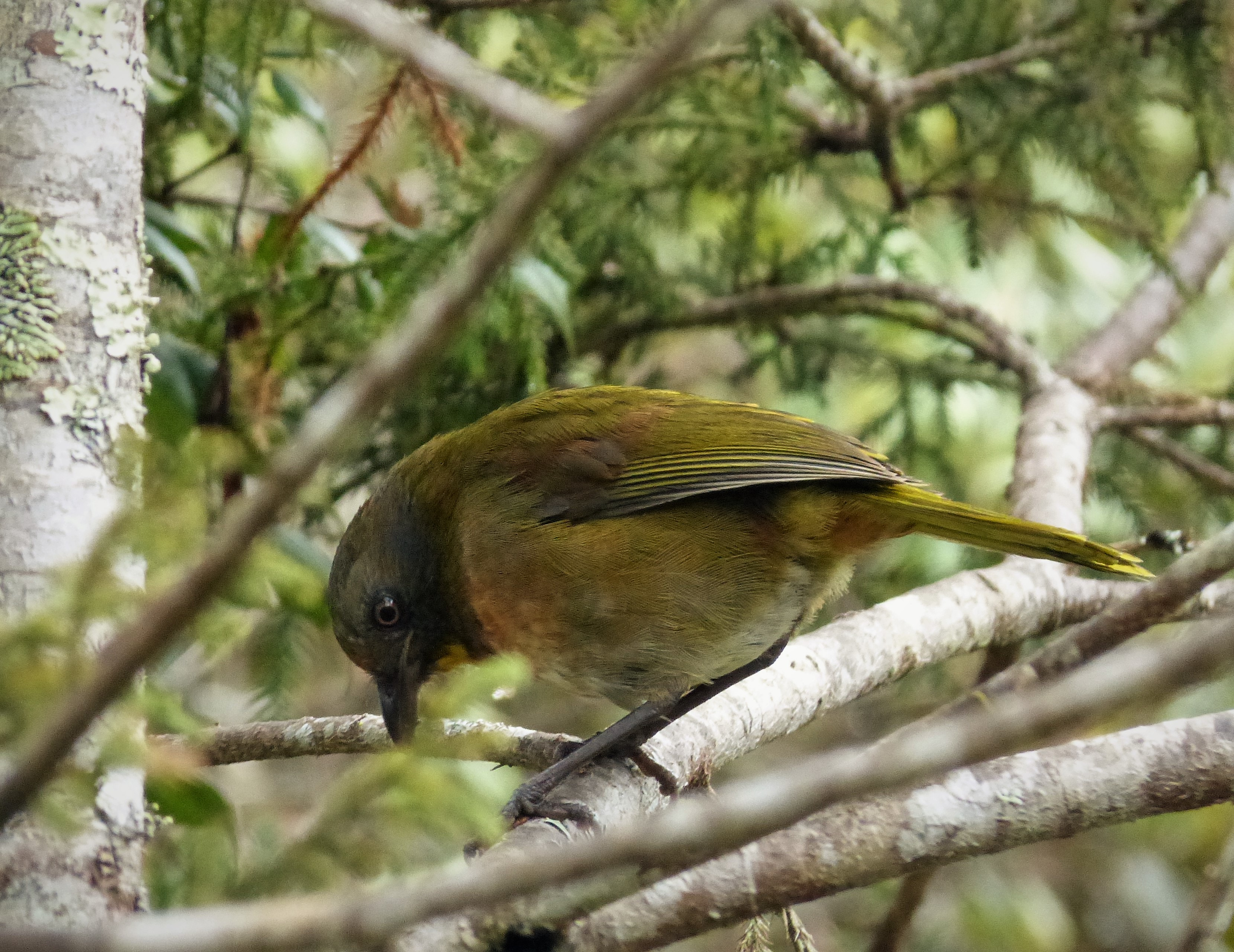
Рыжезатылочный свистун в провинции Энга

Представители семейства обитают в Австралии и на острове Новая Гвинея. Встречаются на разных высотах до 3000 метров.
Птицы обитают преимущественно в лесах, от сухого редколесья до реликтовых тропических лесов. Oreoica предпочитает зону засушливых кустарников в Австралии, Ornorectes встречается у подножия гор в Новой Гвинее, Aleadryas — в среднегорье Новой Гвинеи. По мнению Джаннет Норман (Janette A. Norman) и других учёных, такое распределение видов, когда относящиеся к одному семейству птицы заселяют разные высотные пояса Новой Гвинеи и засушливые территории Австралии, встречается и в других семействах. В частности в семействе флейтистовых (Cinclosomatidae) представители рода цветные флейтисты (Ptilorrhoa) сменяют друг друга в Новой Гвинеи по мере увеличения высоты над уровнем моря, а представители рода пёстрые флейтисты (Cinclosoma) обитают в засушливых регионах Австралии и у подножия гор в Новой Гвинее. Аналогичное распределение наблюдается у шипоклювок (Acanthiza).
Международный союз охраны природы относит всех представителей семейства к видам, вызывающим наименьшие опасения (LC).

## Питание

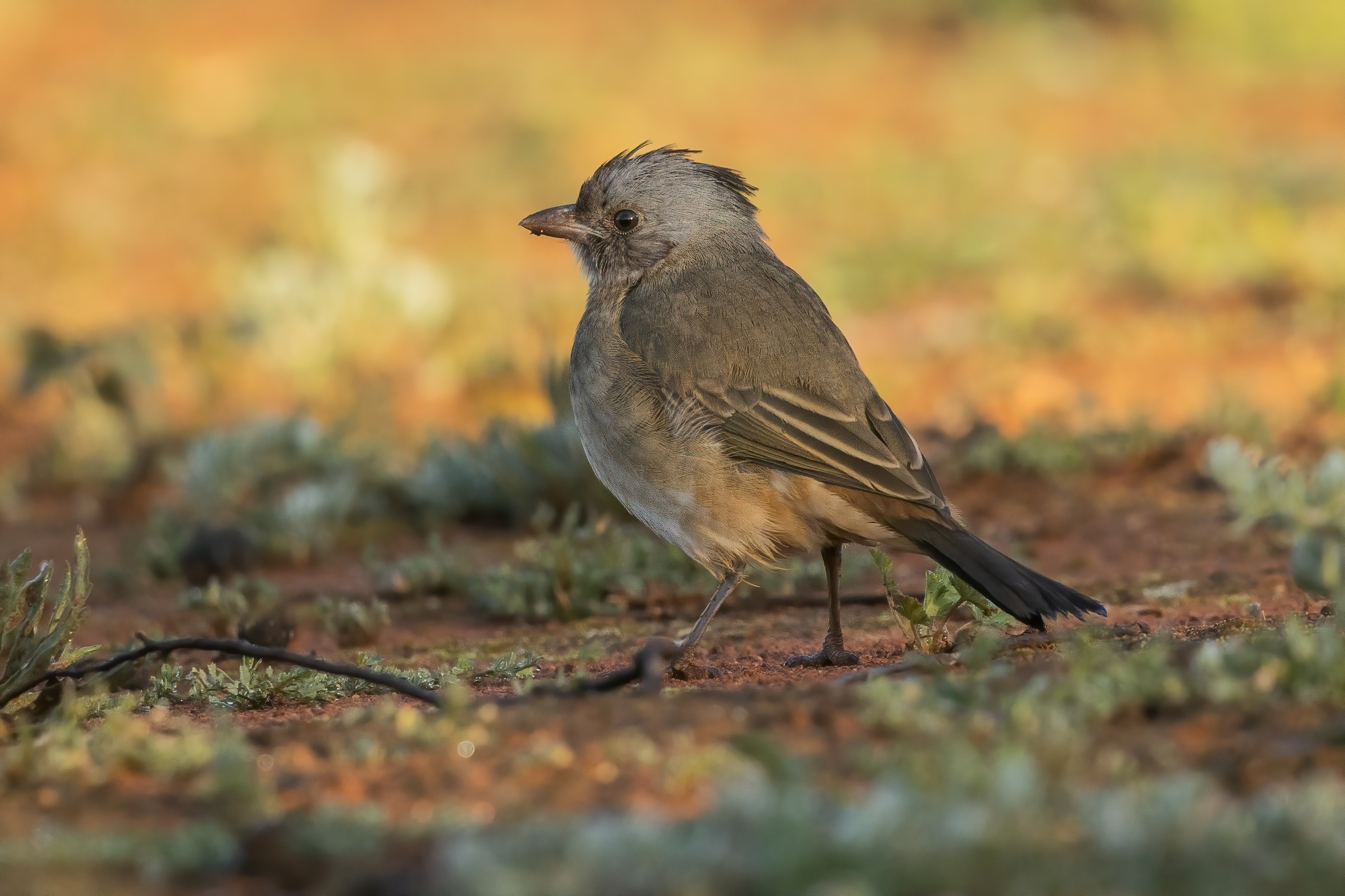
Самка австралийской птицы-колокольчика в природном заповеднике Раунд-Хилл

Основу рациона представителей семейства Oreoicidae составляют насекомые и черви, изредка птицы могут питаться фруктами и семенами. Ловят добычу совершая короткие прыжки. Австралийская птица-колокольчик особенно предпочитает гусениц, поэтому в Западной Австралии птицы любят пастись на свежевспаханных полях.
В основном находят корм на земле, в зарослях кустарника или на деревьях. Будучи на деревьях, предпочитают оставаться на стволе или на толстых ветках. Рыжезатылочный свистун добывая пищу ползает по стволу дерева и толстым веткам, напоминая пищуховых (Certhiidae). Два остальных вида во время кормления могут присоединяться к смешанным стаям. Хохлатые дроздовые мухоловки являются умеренно ядовитыми птицами: их кожа и перья содержат нейротоксин из группы батрахотоксинов. В смешанных стаях, которые зачастую формируются из птиц со схожим окрасом, они занимают лидирующее положение.

## Размножение

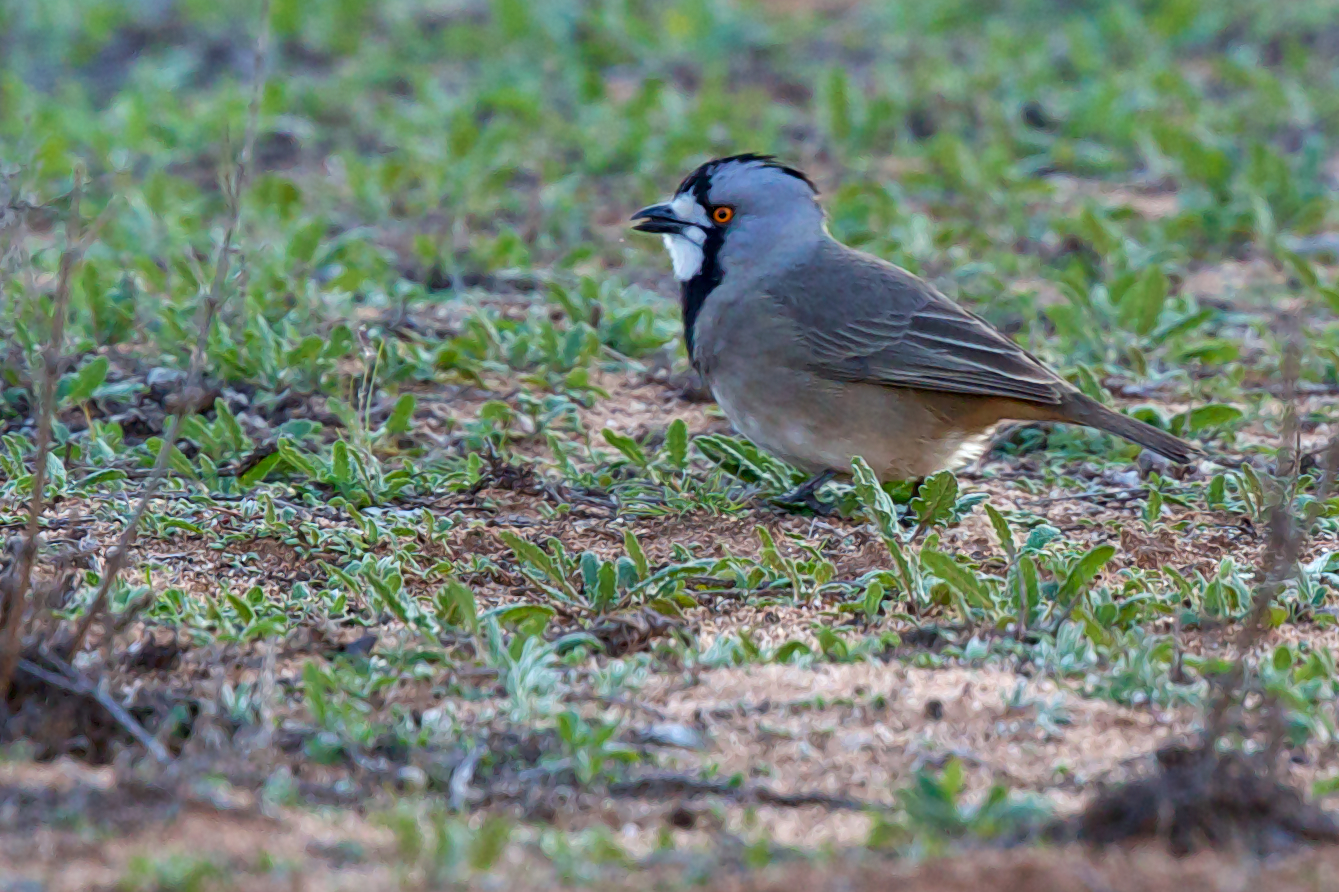
Самец австралийской птицы-колокольчика в национальном парке Муррей-Сансет

Информация о размножении представителей семейства доступна только для двух видов: Aleadryas и Oreoica. По-видимому, они являются моногамными, за потомством следят оба родителя.
Птицы строят гнезда в развилке или в дупле дерева на высоте 1—3 м над землёй. Гнездо представляет собой глубокую грубо, но плотно переплетённую чашу. Основными материалами являются мхи, кора, листья и корешки. Гнездо выложено изнутри более тонкими материалами, полосками коры и травой. Aleadryas маскируют гнёзда снаружи зелёными мхами и листовыми печёночниками. У птиц рода Oreoica в строительстве гнезда принимают участие и самка, и самец.
Самка откладывает 1—4 яйца (по другим данным в кладке 2—3 яйца), которые насиживают оба родителя. Яйца широкие, атласно-белые, у Aleadryas с мелкими чёрными или несколькими серыми пятнами, у Oreoica с крупными и небольшими чёрными пятнами. Птенцы появляются асинхронно через 14—17 дней. Они покидают гнездо очень рано, через 11—12 дней, и остаются кормиться с родителями в течение неизвестного периода времени. Когда взрослая птица выводит птенцов австралийской птицы-колокольчика из гнезда, не все из них умеют летать.
Австралийские птицы-колокольчики подкладывают в гнездо живых оглушённых гусениц. Описывая этот процесс, Эми Башон (Amy Baesjon) отмечала, что австралийские птицы-колокольчики оглушают гусениц ударяя их несколько раз о твёрдую поверхность, со временем гусеницы всё равно могут расползаться из гнезда и птицы возвращают их обратно. По её мнению, только что вылупившийся птенцы в первую очередь съедают этих гусениц, и только потом начинают принимать корм от родителей. Согласно другой теории, гусеницы нужны в качестве корма для родителя, который сидит на гнезде.

## Систематика
Традиционно все три представителя семейства Oreoicidae рассматривались в составе семейства свистуновых (Pachycephalidae). Помимо этого, со второй половины XX века один или несколько родов относили к семействам Falcunculidae или выделяемым ранее в отдельное семейство сорокопутовым мухоловкам (Colluricincla), а хохлатую дроздовую мухоловку относили к роду дроздовых мухоловок (Pitohui).
Все три рода были объединены в одно семейство nomen nudum в работе американских орнитологов Чарлза Сибли и Джона Алквиста 1985 года и в работах Норман и других 2009 года. При этом Норман рассматривала возможность объединения видов в один род Oreoica. Американский орнитолог Джек Думбахер исследовал ядовитых птиц из рода дроздовых мухоловок и в 2008 году построил филогенетическое дерево, которое также выделяло три вида в отдельную группу. В более поздней работе Джонсона и других также была показана сестринская связь Ocnorectes и Aleadryas и последующая сестринская связь этой клады с Oreoica. При этом сходство было недостаточным чтобы объединить их в один род. Учёные отмечают крайне малую схожесть птиц между собой с точки зрения морфологического и поведенческого анализа. Австралийские орнитологи Ричард Шодд и Лесли Кристидис посчитали схожим доступный для исследования песенный репертуар родов Oreoica и Ornorectes, а также очень длинные округлые заглазничные отростки, направленные над височной ямкой, у родов Oreoica и Aleadryas. Выделяемый ими среди отличительных признаков хохол на голове отсутствует у рыжезатылочного свистуна. Формальное описание семейства впервые появилось в работе Шодда и Кристидиса в 2014 году. Они предложили вслед за типовым родом назвать семейство англ. «australian bellbirds» (дословно «австралийские птицы-колокольчики»).
Расположение семейства на филогенетическом дереве остаётся неясным. В различных исследованиях его считают родственным со свистуновыми (Pachycephalidae), с кладой иволговых (Oriolidae) и Paramythiidae, кладой Rhagologidae и личинкоедовых (Campephagidae), кладой Rhagologidae, Campephagidae и ласточковых сорокопутов (Artamidae) или с кладой флейтистовых (Cinclosomatidae) и синичьей толстоголовки (Falcunculidae). В работе Джонсона и других 2011 года семейство считается базальным и отдалённо родственным с Corvoidea.
Международный союз орнитологов выделяет в семействе Oreoicidae три рода с тремя видами:
| Виды                                          | Виды                                              | Виды        | Виды                                                    | Виды                    |
| Научное название                              | Русское название                                  | Изображение | Описание                                                | Распространение         |
| --------------------------------------------- | ------------------------------------------------- | ----------- | ------------------------------------------------------- | ----------------------- |
| Aleadryas rufinucha (Sclater, 1874)           | Рыжезатылочный свистун                            |             | Общая длина — 16,5—18 см, масса — 38—42 г, три подвида. | Обитает в Новой Гвинее. |
| Ornorectes cristatus (Salvadori, 1876)        | Хохлатая дроздовая мухоловка, или хохлатый питоху |             | Общая длина — 25—26 см, масса — 78—111 г.               | Обитает в Новой Гвинее. |
| Oreoica gutturalis (Vigors & Horsfield, 1827) | Австралийская птица-колокольчик                   |             | Общая длина — 19—23 см, масса — 56—67 г, два подвида.   | Обитает в Австралии.    |